# Nicolaus Otto Ferdinand von Debschütz
Nicolaus Otto Ferdinand von Debschütz (auch von Debschitz) (geb. 7. März 1763 in Rackschütz; gest. 16. Dezember 1838) war ein preußischer Landschaftsdirektor und Landrat.

## Herkunft und Leben
Nicolaus Otto Ferdinand von Debschütz war der Sohn von Nicolaus Caspar Sigismund von Debschütz (1723–1778), Erbherr auf Rackschütz, sowie seit 1752 auf Marklissa. Seine Mutter war Johanna Charlotte (1742–1800), geb. von Koeckritz.
Im April 1781 immatrikulierte er sich an der Universität Frankfurt (Oder) für ein Studium der Rechtswissenschaften. Nachdem sein Gut Marklissa im März 1785 belehnt wurde, veräußerte er es kurze Zeit später. 1796 wurde er Landrat des Kreises Neumarkt und zweiter Landschaftsdirektor der Kreise Breslau-Brieg. Beide Ämter gab er im Jahr 1806 auf.

## Familie
Nicolaus Otto Ferdinand von Debschütz war seit dem 1. Juli 1789 mit Ernestine (1773–1825), geb. von Förster, verheiratet. Die gemeinsame Tochter Friederike Charlotte Ottilie (1793–1869) war mit Sylvius Ernst Karl Joachim von Elsner (1783–1851), Landrat des Kreises Goldberg, verheiratet.